# 2710 Veverka
2710 Veverka è un asteroide della fascia principale. Scoperto nel 1982, presenta un'orbita caratterizzata da un semiasse maggiore pari a 2,4245958 UA e da un'eccentricità di 0,1303752, inclinata di 3,11221° rispetto all'eclittica.
Dal 4 agosto al 1º dicembre 1982, quando 2735 Ellen ricevette la denominazione ufficiale, è stato l'asteroide denominato con il più alto numero ordinale. Prima della sua denominazione, il primato era di 2674 Pandarus.
L'asteroide è così nominato in onore dell'astronomo statunitense Joseph Veverka.